# Pseudopimelòdids
La família dels pseudopimelòdids és constituïda per peixos actinopterigis d'aigua dolça i de l'ordre dels siluriformes.

## Morfologia
- Boca ampla.
- Ulls petits i sense marge orbital lliure.
- Bigotis curts.
- Alguns gèneres presenten un bonic patró de coloració amb àmplies taques de color marró fosc al tronc.[3]

## Distribució geogràfica
Es troba a Sud-amèrica: des del riu Atrato (Colòmbia) fins al Riu de La Plata (Argentina)

## Gèneres i espècies
- Batrochoglanis (Gill, 1858)[5]
  - Batrochoglanis acanthochiroides (Güntert, 1942)
  - Batrochoglanis melanurus (Shibatta & Pavanelli, 2005)
  - Batrochoglanis raninus (Valenciennes, 1840)
  - Batrochoglanis transmontanus (Regan, 1913)
  - Batrochoglanis villosus (Eigenmann, 1912)
- Cephalosilurus (Haseman, 1911)[6]
  - Cephalosilurus albomarginatus (Eigenmann, 1912)
  - Cephalosilurus apurensis (Mees, 1978)
  - Cephalosilurus fowleri (Haseman, 1911)
  - Cephalosilurus nigricaudus (Mees, 1974)
- Cruciglanis (Ortega-Lara & Lehmann, 2006)[7]
  - Cruciglanis pacifici (Ortega-Lara & Lehmann, 2006)
- Lophiosilurus (Steindachner, 1876)[8]
  - Lophiosilurus alexandri (Steindachner, 1876)
- Microglanis (Eigenmann, 1912)[9]
  - Microglanis ater (Ahl, 1936)
  - Microglanis carlae (Alcaraz, da Graça & Shibatta, 2008)
  - Microglanis cibelae (Malabarba & Mahler, 1998)
  - Microglanis cottoides (Boulenger, 1891)
  - Microglanis eurystoma (Malabarba & Mahler, 1998)
  - Microglanis garavelloi (Shibatta & Benine, 2005)
  - Microglanis iheringi (Gomes, 1946)
  - Microglanis malabarbai (Bertaco & Cardoso, 2005)
  - Microglanis nigripinnis (Bizerril & Perez-Neto, 1992)
  - Microglanis parahybae (Steindachner, 1880)
  - Microglanis pataxo (Sarmento-Soares, Martins-Pinheiro, Aranda & Chamon, 2006)
  - Microglanis pellopterygius (Mees, 1978)
  - Microglanis poecilus (Eigenmann, 1912)
  - Microglanis secundus (Mees, 1974)
  - Microglanis variegatus (Eigenmann & Henn, 1914)
  - Microglanis zonatus (Eigenmann & Allen, 1942)
- Pseudopimelodus (Bleeker, 1858)[10]
  - Pseudopimelodus bufonius (Valenciennes, 1840)
  - Pseudopimelodus charus (Valenciennes, 1840)
  - Pseudopimelodus mangurus (Valenciennes, 1835)
  - Pseudopimelodus pulcher (Boulenger, 1887)
  - Pseudopimelodus schultzi (Dahl, 1955)[11][12][13][14][15]

## Observacions
Algunes de les seues espècies són populars com a peixos d'aquari.